# Alexandru Vișinescu
Alexandru Vișinescu, född 27 september 1925, död 5 november 2018, var en chef för ett arbetsläger i Rumänien under kommunisttiden. Han dömdes 2015 till 20 års fängelse för brott mot mänskligheten som lägerchef 1956–1963.